# Casper (jeu vidéo, 2000)
Pour les articles homonymes, voir Casper.
Casper est un jeu vidéo d'aventure développé par G3 Interactive et édité par Interplay, sorti en 2000 sur Game Boy Color, mettant en scène Casper le gentil fantôme.

## Accueil
- Jeuxvideo.com : 10/20[1]